# Frank Blauwers
Frank Blauwers (Antwerpen, 22 januari 1933 - 2 maart 1998) was een Vlaams schrijver. Hij schreef ook onder het pseudoniem Ronald Fleming.

## Biografie
Blauwers schreef meerdere boeken waarin Midden-Amerika als thema of achtergrond dient. 
In 1972 ontvangt hij provinciale letterkundige bekroningen voor het jeugdboek Wovoka van zilverland.

## Publicaties
Blauwers schreef meer dan 15 boeken. Onder het pseudoniem schreef hij voor het Nederlandse taalgebied de Ivanhoe- en Bonanza-boeken.
Hieronder een selectie:
- Vader weet het beter (1960)
- De tempel van Huanapec (1964)
- De Witte Papoea (1971)
- De zes van Reno Junction
- De zonen van de hemel
- De bokkerijders van de Bush (1973)
- Wovoka van het zilverland
- Timoe (1991)

En ook enkele Vlaamse Filmpjes
- 1549 - Het strijdbevel wordt gegeven
- 1555 - Buiten territoriale wateren